# 文法学校
文法學校（英語：Grammar School），意譯為重點高中，起源可追溯到十六世紀的歐洲， 注重掌握知識，為學生進入大學接受高等教育做準備。 由於各地區對Grammar School的定義有所不同，詳情可見以下分類。

## 起源
中世纪文法学校起初的宗旨是向年轻人传授拉丁文文法。后来课程大为放宽，包括希腊语、希伯来语、英语和欧洲语言，以及自然科学、数学、历史、地理等其他科目。

## 澳洲
在澳洲，文法学校通常指高成本的澳洲聖公會学校。

## 加拿大
在安大略，直到1870年，文法学校是指中学。

## 香港
在香港，文法学校是傳統中学，主要提供大學預備課程而非职业训练（工業中学、职业先修中学等）。

## 英国
在英国現代概念的Grammar school是從二戰即將結束時開始的，其旨在戰後重建英國公立教育的「1944年英國教育法案」，把英國的公立中學分為兩大類型—「重點中學」和「現代中學」。
英國的重點中學注重掌握知識，為學生進入大學接受高等教育做凖備。但在50至60年代有 反對者認為它加深了英國的階級分化和中產階級的特權，並對此提出異議。英國在1965年開始逐步廢除重點高中，並在1995年宣布禁止成立新的重點高中。

## 美国
在美国，文法学校是小学的同义词，尽管这种用法越来越少见。